# Phallos
Phallos est un roman court de l'écrivain afro-américain Samuel R. Delany, publiée par Bamberger Books en 2004 et réédités par Wesleyan University Press en 2013.
Phallos prend la forme d'un essai en ligne moderne racontant l'histoire d'un roman inexistant également appelé Phallos, se déroulant en Méditerranée sous le règne de l'empereur romain Hadrien.

## Résumé
Tout comme la série Nevèrÿon de Samuel Delany, Phallos utilise une histoire encadrée. Au début, trois paragraphes brefs racontent 'histoire d'un Afro-Américain, Adrian Rome, qui est tombé sur le livre lorsqu'il était adolescent, et qui une fois adulte une décennie plus tard, tente d'en retrouver un exemplaire. Il se contente pour finir d'un résumé en ligne publié par un certain Randy Pedarson de Moscou dans l'Idaho. Le deuxième cadrage est plus complexe : il concerne l'éditeur fictif Randy Pedarson, vraisemblablement aussi de Moscou, et ses relations avec deux étudiants diplômés, Binky et Phyllis, également passionnés par le  roman. D'après la publication de Pedarson, et autant que Pedarson puisse en juger, un roman pornographique gay anonyme, Phallos (qui est également l'un de ses trois romans préférés avec Mr. Benson de John Preston et The Gaudy Image de William Talsman), a été publiée en 1969 par Essex House de West Hollywood, Californie. L'introduction anonyme de ce volume laisse entendre que Phallos était connu de nombreux hommes littéraires homosexuels du passé, depuis le défenseur de la beauté grecque du XVIIIe siècle, Johanne Joaquim Winkelmann, en passant par l'esthéticien et romancier d'Oxford du XIXe siècle Walter Pater, jusqu'à l'historien John Addington Symonds (dont les sept volumes La Renaissance en Italie [1875-86] ont agi comme une sorte de contrepoids au bref volume unique de Pater [de 1873/75], La Renaissance, encore largement lu et cité aujourd'hui), et en  passant aussi par le baron Corvo (pseudonyme de Frederick Rolfe) et le chercheur en sexologie Havelock Ellis. Pederson en conclut que cette introduction n'est qu'un faux dossier du type de ceux qui accompagnaient une grande partie de la pornographie publiée au cours de cette décennie licencieuse, pour tenter de la légitimer.
Pederson poursuit en fournissant un résumé de Phallos – une nouvelle pornographique dont il omet les descriptions de sexe explicites mais dont il raconte au moins une partie de l'intrigue ; de temps en temps, il en cite le texte, ce qui donne une idée de son style et son contenu. Ce résumé, ainsi que les notes de bas de page – certaines allant jusqu'à cinq ou six pages – fournies par ses amis, Binky et Phyllis, récents doctorants, constituent le roman enchâssé dans le roman court, Phallos.

### Roman de fiction
Phallos débute par une épigraphe grecque, le « fragment d'Anaximandre », qui est vraisemblablement le plus ancien texte de philosophie grecque des présocratiques ioniens, datant des dernières années du 6e siècle avant notre ère. Cette information est donnée par une note de bas de page de Binky, qui, en quatre pages, donne sa version de Nietzsche, Hegel, Heidegger et enfin la version de Sir Karl Popper sur Anaximandre, avec quelques inputs de Phyllis.
Pederson reproduit tout le premier chapitre de Phallos. Il constitue le prologue au roman ainsi qu'à son propre résumé. Il en présente également le narrateur, Neoptolomus, fils d'un gentilhomme fermier de l'île de Syracuse (ancien nom de la Sicile) qui lit Héraclietos et peut réciter certaines fables d'Ésope en grec. Sa mère est une ancienne esclave égyptienne. Lorsque ses parents sont tués par la fièvre, alors qu'il a 17 ans, Néoptolomus se retrouve sous la protection d'un riche marchand romain qui possède une villa d'été dans la région. Le riche Romain emmène le jeune Néoptolomus à Rome et le parraine comme officier dans l'armée romaine. En retour il lui fait promettre qu'à sa libération,  il voyagera avec lui en Égypte afin de l'aider à acquérir des terres de l'autre côté du Nil par rapport la ville d'Hermopolis. L'empereur romain Hadrien est alors en visite à Hermopolis et Néoptolomus est impliqué dans le meurtre du favori de l'empereur, Antinoüs. Alors qu'il se trouve dans le temple d'un « dieu sans nom », dont les prêtres contrôlent les terres de l'autre côté de la rivière à Hir-wer, Néoptolomus apprend que le jour de la mort d'Antinoüs, des malfrats sont entrés par effraction dans le temple et ont volé le  « phallos doré, incrusté de jade, de cuivre et de bijoux » de la statue du dieu du temple (phallos étant le mot grec pour le membre masculin). Ce vol a plongé tout le système religieux dans le chaos. Presque aussitôt, Néoptolomus est kidnappé par des bandits dont le chef est certainement l'homme qui a assassiné Antinoüs. Le premier tiers de la nouvelle traite de Néoptolomus, de sa relation avec le chef des bandits, et de la période avant et après que le bandit le vende à un érudit d'Alexandrie. L’intrigue est émaillée de nombreuses rencontres sexuelles homosexuelles, mais bien que Pederson les mentionne, son résumé en omet une grande partie.
Après plusieurs années d'errance du héros, Néoptolomus est de retour à Rome. Il est au service de son protecteur romain, désormais comme courtier en espace d'entrepôt. Après ses premières expériences sexuelles dans le désert et les terres barbares, Neoptolomus se retrouve à goûter aux subtilités du sexe urbain civilisé – ainsi qu'à négocier les complexités qui se présentent à lui en tant qu'homme gay essayant de se lier d'amitié avec – et de travailler parmi - des hommes hétérosexuels. Ses nombreuses tentatives pour récupérer le phallos sont évoquées, de Rome à Byzance, jusqu'à Syracuse et même sur les pentes volcaniques de l'Etna. Le tiers central du roman comprend une Walpurgisnacht durant laquelle des drogues sont consommées parmi les sommets volcaniques et la triste histoire d'un garçon des rues romain, Maximin, que Néoptolomus soupçonne à tort de le voler, bien qu'en réalité ce soit l'un des amants jaloux de Néoptolomus.
Bien des années plus tard, Néoptolomus, plus âgé et plus sage, retourne à Hermopolis, où il rencontre un jeune Africain noir, Nivek. Nivek est envoyé au Temple du dieu sans nom, tout comme Néoptolomus l'avait été, également pour acquérir des droits sur les terres au-delà du Nil à Hir-wer — qu'Hadrien a renommé Antinoöpolis, et transformé en un sanctuaire à la mémoire de son défunt amant. Antinoüs a été officiellement déclaré dieu. Ici, l'histoire semble se répéter, seul Néoptolomus joue un rôle différent de celui qu'il occupait auparavant. Grâce à ces changements de position, Néoptolomus en vient à comprendre beaucoup de choses sur certains des mystères entourant sa précédente visite à Hermopolis.
Bientôt, goûtant les plaisirs de son partenariat de vie engagé avec Nivek, Neoptolomus abandonne sa recherche du phallos. De nombreux amis du couple, dont un poète, un prêtre chrétien et un cheval. aventurier amoureux, pensent que Néoptolomus a fini par secrètement trouver le Phallos, car Néoptolomus et son amant sont devenus des commerçants prospères. Leurs amis s'attachent à eux dans l'espoir qu'ils en apprendront davantage sur le phallos et pourront peut-être partager son pouvoir.
Nivek and Neoptolomus rencontrent des soucis dans l'organisation de leurs orgies annuelles dans leur villa des Apennins au-dessus de Rome, parfois avec leurs voisins, et parfois avec leurs invités. Bien que Neoptolomus et Nivek aient abandonné leur quête du  phallos, l'intérêt de leurs amis pour l'objet fait qu'ils sont préoccupés constamment, comme auparavant. Le roman se conclut par la mort du riche protecteur de Neoptolomus, qui retourne à Syracuse prendre possession des terres de son père, utilisant l'argent que son protecteur lui a légué. Entretemps, Neoptolomus a sponsorisé dans l'armée un jeune pâtre, Cronin, tout comme Neoptolomus lui-même avait été sponsorisé dans sa jeunesse. Nivek invite un ouvrier de ferme chez eux quand il réalise que Neoptolomus le trouve séduisant. Le roman se termine par  une scène Neoptolomus et Nivek s'embrassent, dans une acceptation profonde du cycle imprévisible de la vie, Les commentaires des éditeurs par contre se poursuivent. Dans une note de bas de page, Binky pointe la tendance de Pederson à diminuer toute tension raciale du roman. Phyllis ajoute dans sa note finale pointe des aspects misogynes dans les sélections des matériaux qu'il choisit ou non d'intégrer, si bien que le dernier mot que nous pouvons lire est son accusation finale d'avoir soumis le livre à un certaine niveau de castration.

## Historique des publications
L'édition originale de Phallos de 2004 a été publiée par la Bamberger Books, une petite maison de presse. L'« édition améliorée et révisée » de 2013, publiée par Wesleyan University Press, a été éditée par Robert Reid-Pharr (en) et comprend des essais scientifiques de l'éditeur Steven Shaviro (en) Kenneth James et Darieck Scott.

## Réception
Ian Dreiblatt recommande Phallos dans Literary Hub, sur une liste d'œuvres de fiction modernes sur le monde antique. Dreiblatt loue   l'utilisation par Delany de « la forme polyphonique, qui a un effet exaltant, raccourcissant les distances entre le personnage ancien et le lecteur moderne tout en méditant sur la poursuite, la mystique, la textualité et, en effet, la bite.».